# Publi Furi (cavaller)
Publi Furi (en llatí: Publius Furius) va ser un cavaller romà que va rebre terres a la comarca de Faesulae de mans de Sul·la cap a l'any 80 aC. Després va ser un dels implicats en la conspiració de Catilina l'any 63 aC, segons diuen Ciceró i Sal·lusti.